# Paul Gallagher (Politiker)
Paul Gallagher (irisch Pól Ó Gallachóir; * 20. März 1955 in Tralee, County Kerry) ist ein irischer Prozessanwalt und früherer Attorney General of Ireland (2007 bis 2011 und 2020 bis 2022). Er ist Mitglied der Fianna Fáil. 

## Leben
Nach dem Abschluss am Castleknock College studierte Gallagher Rechtswissenschaften am University College Dublin und wurde Anwalt beim King’s Inns. 1978 erhielt er zusätzlich einen Bachelor of Arts in Geschichts- und Wirtschaftswissenschaften. Den Master of Laws erwarb er 1979 an der University of Cambridge. 
1979 wurde er dann gemeinsam mit seinem Amtsvorgänger als Attorney General, Rory Brady, zur Anwaltschaft zugelassen. 1991 wurde er als Seniour Counsel, indem er zur Inner Bar zugelassen wurde. 
Der Taoiseach Bertie Ahern schlug ihn 2007 erstmals als Attorney General vor. Aherns Nachfolger Brian Cowen hielt 2008 an ihm fest. Mit der Bankenkrise und dem wirtschaftlichen Zusammenbruch Irlands erklärte er mit dem Finanzminister einen nationalen Rettungsschirm für die irischen Banken. In der Kritik stand seine Rolle bei der Beratung der irischen Regierung in der Inanspruchnahme der Kredite des Internationalen Währungsfonds, des Europäischen Stabilitätsmechanismus und der Europäischen Zentralbank.
Mit dem Regierungswechsel 2011 kehrte Gallagher zurück als Barrister. Unter anderem vertrat er 2019 den Facebook-Konzern in Datenschutzsachen vor dem Europäischen Gerichtshof und die Republik Irland wegen illegaler staatlicher Beihilfen.
2020 wurde er durch Micheál Martin erneut zum Attorney General of Ireland ernannt. Als dieser sein Amt im Dezember 2022 an Leo Varadkar abgab, trat auch Gallagher zurück.

## Privates
Paul Gallagher ist mit Bláthna Ruane verheiratet und hat mit ihr drei Kinder. Sie leben in Ballsbridge.